# Csalitpatkányfélék
A csalitpatkányfélék (Octodontidae) az emlősök (Mammalia) osztályába és a rágcsálók (Rodentia) rendjébe tartozó család.

## Tudnivalók
A csalitpatkányfélék 13 faja Dél-Amerika délnyugati részén él. A legismertebb faja, a degu (Octodon degus).
Ezek az állatok középméretű rágcsálók, amelyeknek átlag hossza 12-20 centiméter. A csalitpatkányfélék szőre hosszú és selymes; általában barnás színű, alul világosabb. A legtöbb faj éjszakai életmódot folytat. Üreglakó állatok. Gumókkal és kaktuszfélékkel (Cactaceae) táplálkoznak. A foguk a kopás miatt nyolcas alakú formát vesz fel, innen ered a tudományos nevük.
Egyes rendszerező a családot a nyúlalakúak (Lagomorpha) rendjébe helyezné, de ezt az indítványozást a legújabb genetikai vizsgálatok elutasítják (pl. Opazo, 2005). Korábban a tukókat (Ctenomyidae), ebbe a családba sorolták, Ctenomyinae alcsaládként. A csalitpatkányfélék családjának két legújabb leírt neme a Salinoctomys és a Pipanacoctomys. Egyes bizonyítékok szerint a családon belüli evolúció poliploidia eredménye. A Tympanoctomys barrerae tetraploid, 102 kromoszómával, míg a nemrégiben leírt Pipanacoctomys aureus 92 kromoszómával rendelkezik.

## Rendszerezése
A családba 8 nem és 13 élő faj tartozik:
- Aconaemys Ameghino, 1891 - 3 faj
- Octodon Bennett, 1832 - 4 faj
- Octodontomys Palmer, 1903 - 1 faj, szinonimája: Neoctodon
  - hegyi degu (Octodontomys gliroides) Gervais & d’Orbigny, 1844
- Octomys Thomas, 1920 - 1 faj
  - Octomys mimax Thomas, 1920
- Pipanacoctomys Mares, Braum, Barquez, & Diaz, 2000 - 1 faj
  - Pipanacoctomys aureus Mares, Braum, Barquez, & Diaz, 2000
- Salinoctomys Mares, Braum, Barquez, & Diaz, 2000 - 1 faj
  - Salinoctomys loschalchalerosorum Mares, Braum, Barquez, & Diaz, 2000
- Spalacopus Wagler, 1832 - 1 faj, szinonimák: Poephagomys, Psammoryctes
  - kisfülű degu (Spalacopus cyanus) Molina, 1782
- Tympanoctomys Yepes, 1941 - 1 élő faj és 1 fosszilis faj

### Fordítás
- Ez a szócikk részben vagy egészben  az   Octodontidae című angol Wikipédia-szócikk fordításán alapul.  Az eredeti cikk szerkesztőit annak laptörténete sorolja fel. Ez a jelzés csupán a megfogalmazás eredetét és a szerzői jogokat jelzi, nem szolgál a cikkben szereplő információk forrásmegjelöléseként.